# Японська ширма

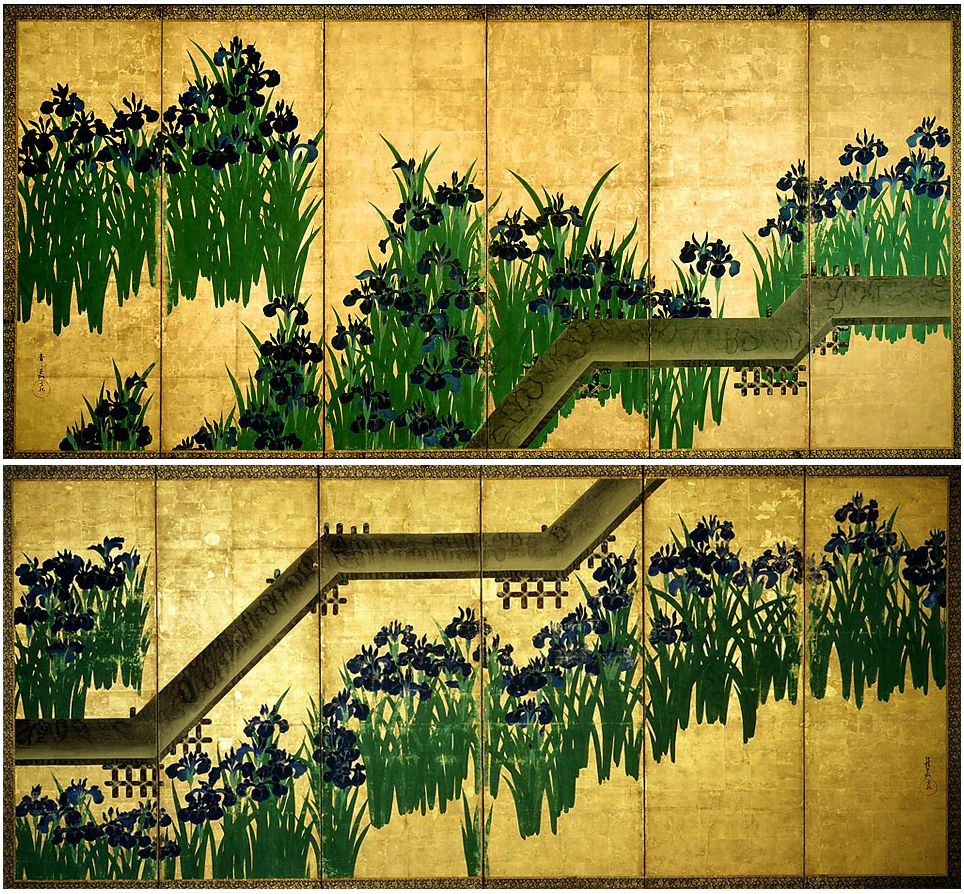
Худ. Огата Корин. Дві шестипанельні ширми «Півники», Метрополітен-музей

Япо́нська ши́рма (англ. Byōbu, яп. 腰屏風) — різновид японських меблів, паперова ширма, що слугує для відгородження в приміщенні напівізольованого простору. Як вид меблів, запозичений з Китаю. В Японії набув широкого розповсюдження і отримав національне забарвлення.

## Історія

### Запозичення з Китаю

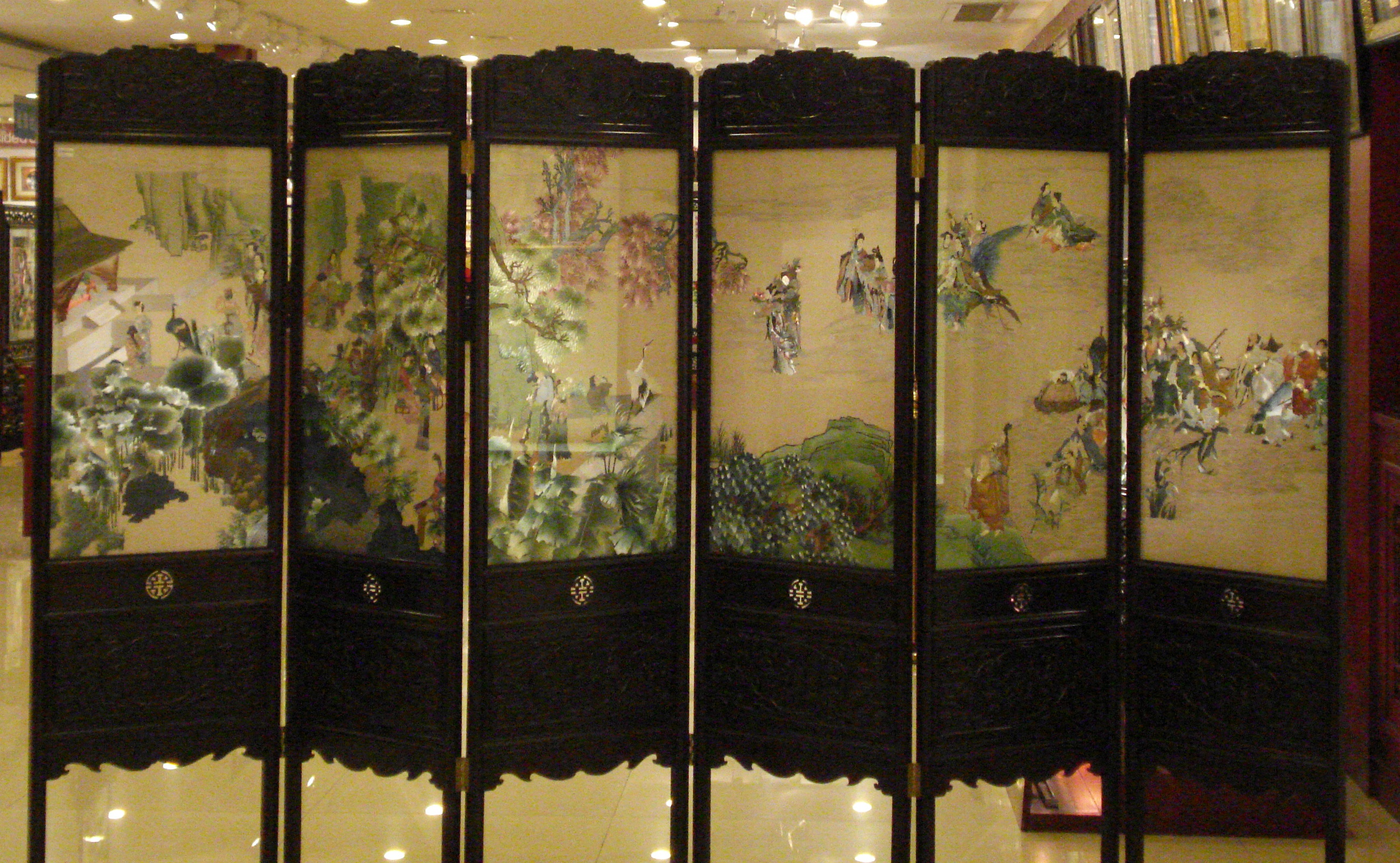
Ширма в стилі Сучжоу. Двобічна шовкова вишивка на дерев'яних рамах.

В Японію ширми завезли приблизно у 8 столітті. Китайські ширми того часу зазвичай мали форму триптиха. Вони мали каркасну конструкцію, а раму заповнювали легким матеріалом, що додатково оздоблювали. Ідея сподобалась. Японські майстри швидко почали копіювати китайські зразки, а потім привносити своє.
Справа в тим, що Японія розташована в сейсмічно нестабільній зоні. І землетруси там постійні, а невеликі поштовхи — майже щоденні. Важкі меблі європейського зразка тут були небезпечні через падіння при землетрусах і небезпеку травм. Вони не прижилися. Навіть ширми робили легкими. До того ж вони легко складалися і їх було легко прибрати, перенести або транспортувати.
Каркасну систему має й традиційний японський будинок, що теж добра протидія землетрусам. А японській культурі порожніх просторів ширма не дуже заважала. Усі не потрібні в цей час речі в японському помешканні прибирають в особливі шафи неєвропейського зразка і дістають лише за потребою.

### Японське забарвлення

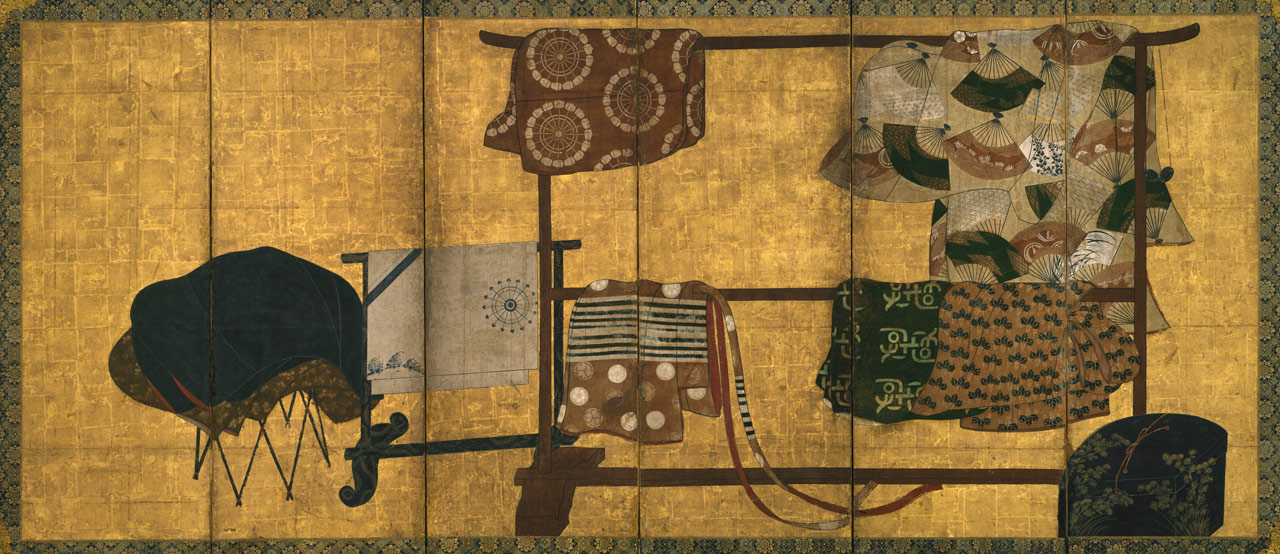
Тагасоде, період Моммояма (1573—1615), ширма з кімоно. 145 × 346,8 см.

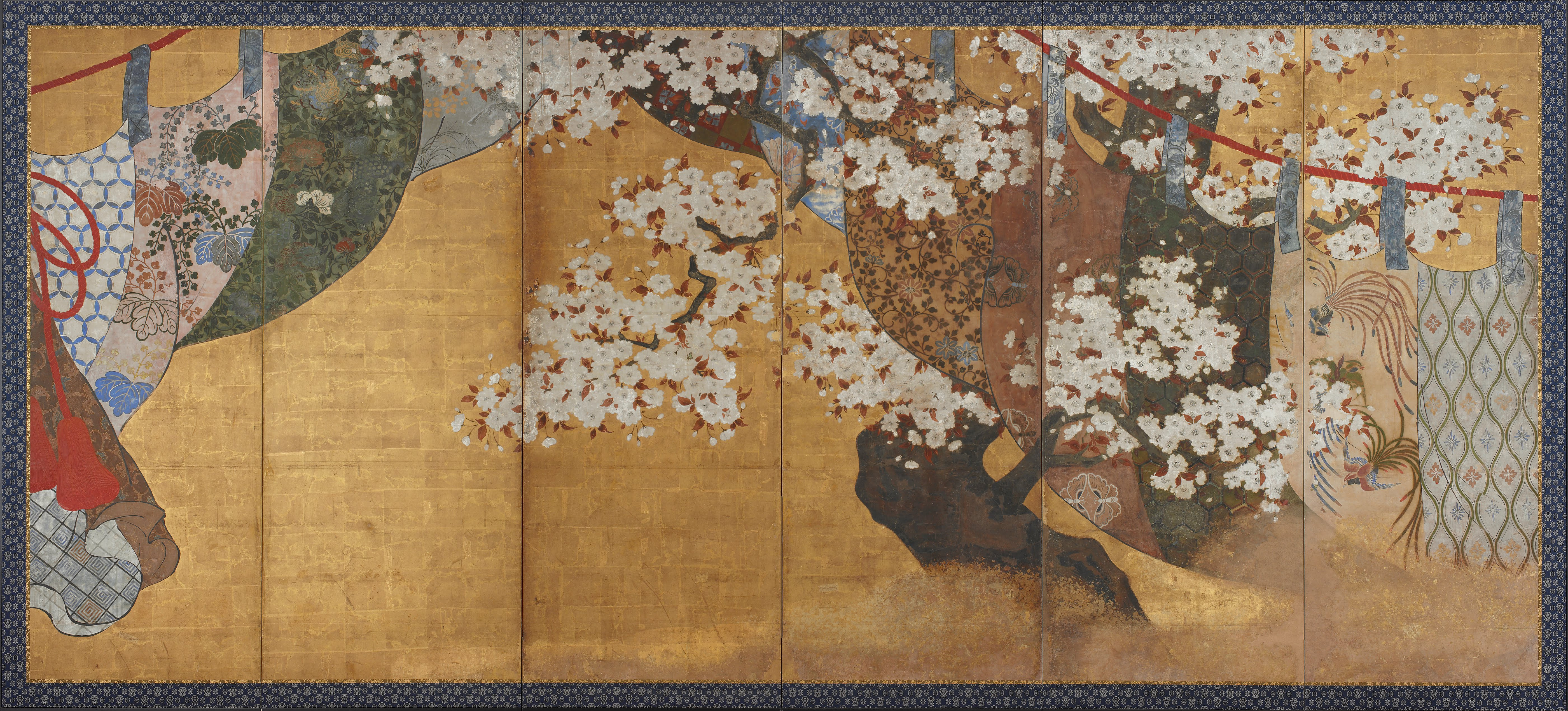
Невідомий художник. «Вітер і квіти вишні». Галерея мистецтв Фрір, США.

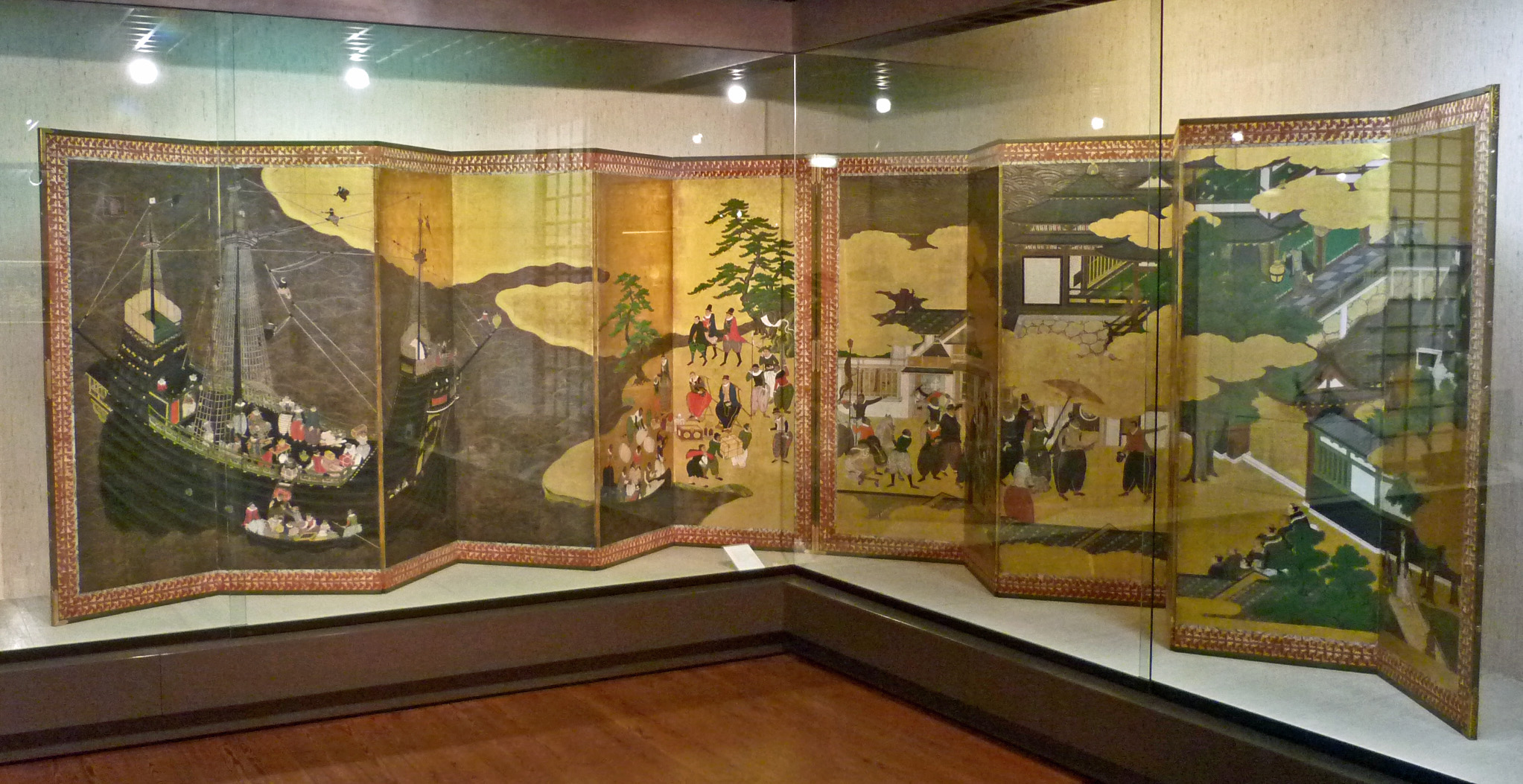
Японська ширма з зображенням португальського вітрильника і португальців у японському портовому місті. Національний музей старовинного мистецтва, Лісабон.

Японська ширма — майже єдиний приклад меблів, що розмежовував простір японських домівок, часто був перед очима і почав вбирати багато від культури народу і функціональних вимог. Японці — невеликі на зріст — типова японська ширма заввишки 150—160 см і не переважає 4 метрів в довжину. Хоча є й довші. Раму заповнювали особливим папером ручного виробництва, твердим як пап'є-маше — (бьобу). Папір використовували й для міжкімнатних перегородок, що теж полегшувало конструкцію будівлі. Дірки, що робили діти, швидко заклеювали.
Папір ширм декорували малюнками, край прикрашали текстилем. Дорогі ширми мали золотаве тло, по якому створювали малюнки, не обов'язково кольорові. Сюжети від релігійних і міфологічних — до натюрмортів, побутових сцен і пейзажів. Пейзажні сюжети мали найбільше поширення. Найстаріша з пейзажних японських ширм з храму Тодзі належить 11 століттю (Національний музей, Кіото).
Милування кольоровим текстилем, природою, краєвидами, місяцем в небі в різні його фази — все ставало привидом для сюжетів на ширмах. Чільне місце зайняли сюжети — «Пори року». До того ж, японці милувались туманами, першим снігом, першими квітами дикої сливи, червоним листям японських кленів, листопадом восени. Квіти сливи стали традиційним образом в картинах-сувоях і на ширмах.
В ранішніх розписах ширм є коливання між умовним зображенням пагорбів, дерев, далеких гір, туману і їх реалістичним відтворенням. До того ж, розвивались живопис багатокольоровий і монохромний (чорно-білий, європейський аналог якому — чорно-біла гравюра). Умовність зображень йшла поряд з реалістичним відтворенням і в ширмах 20 століття отримала підтримку в формалістичних течіях. Дивом є те, що декоративність таких ширм постраждала мало.

### Мистецькі особливості ширм Японії

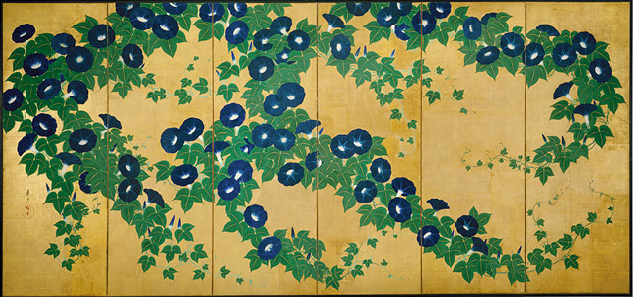
Худ. Кіцу Зудзукі. Метрополітен-музей

На ширму швидко звернули увагу японські художники. Особлива конструкція японської ширми має великі пласкі поверхні, розділені вертикальними смугами. Щільно розставлена ширма має незначні порожні ділянки і не псує картинний простір. Більше того, японська ширма увібрала в себе функцію європейської фрески, стінопису, а її сюжет міг бути репрезентацією смаків власника чи його статків.
Участь художника в створенні ширми збагатила її значення надзвичайно. Вона, як і мобільна європейська фреска (сюжетний килим чи гобелен) не руйнувалася разом з будинком і ставала пам'яткою мистецтва окремого майстра і окремої доби. Відношення до ширм в Японії, як в Європі до фресок чи оригіналів картин старих майстрів.
Японська ширма несе не тільки художні образи, але й поетичні. Зображення супроводжували віршами, що додавало ширмам більшої мистецької вартості. Зафіксовані випадки, коли створювали вірші навмисне для додатку до ширм. І зворотні впливи, коли прочитаний вірш на ширмі ставав стимулом для нових віршованих рядків в нову добу і у нових поетів.

### Відомі художники

Сосни (Хасеґава Тохаку, 16 столтіття)

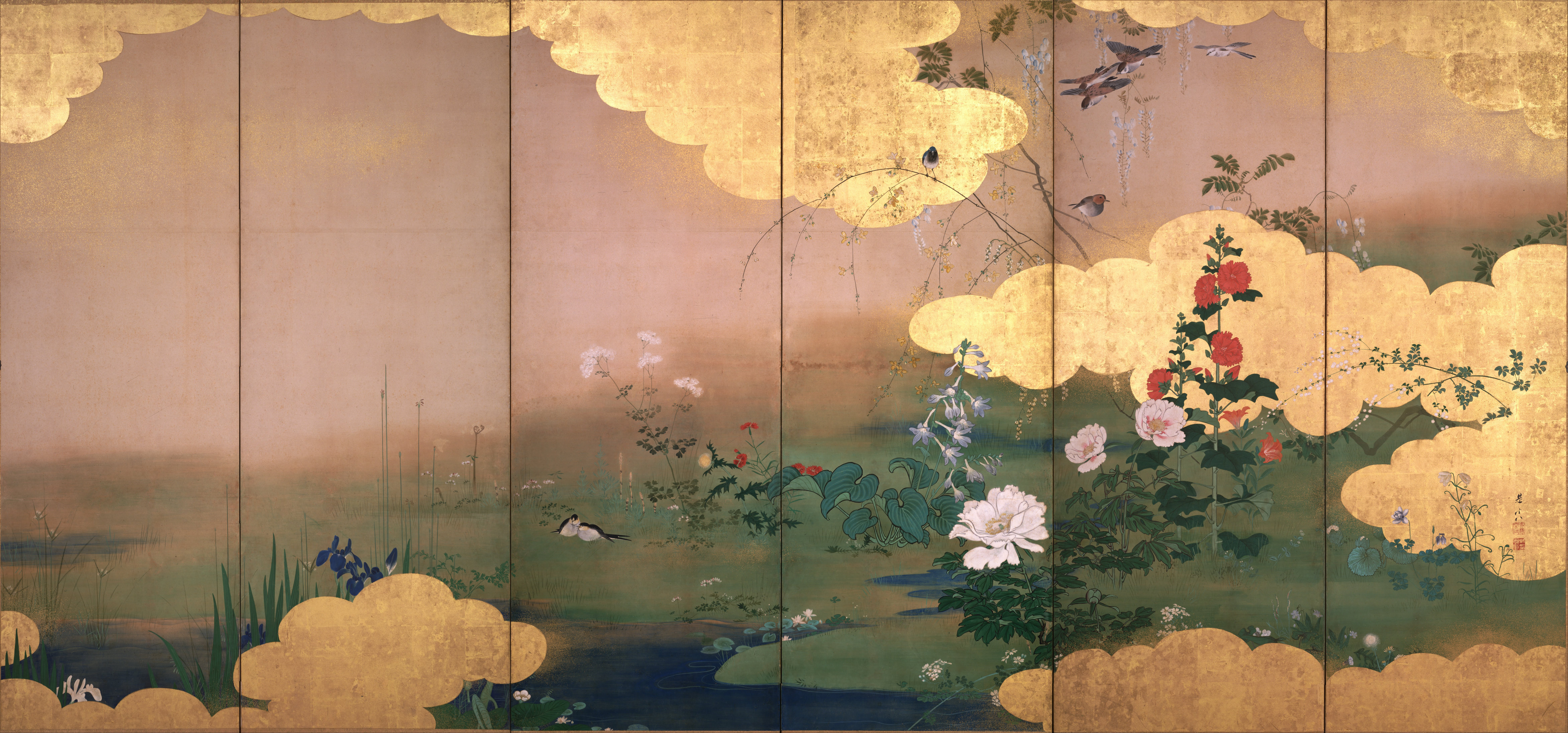
Сібата Дзесін, «Птахи і квіти», 19 столтіття. Національний музей, Токіо.

В Японії 17 ст. пройшов розділ влади на владу імператора і владу військового керівника — сьогуна. Імператор уособлював державу і живого бога, сьогун — був реальним володарем і полководцем. Імператор залишився в старій столиці — Кіото, сьогун перебрався в Едо (тепер Токіо). Багатії з торговельних кіл отримали доступ в обидва придворні кола і стали головними замовниками живопису на ширмах, їх споживачами і колекціонерами.
Багаті і освічені, вони і делегували з свого середовища першого значного художника ширм 17 ст. — Таварая Сьотацу. Але він спирався на досвід і творчість попередників, серед яких Кано Ейтоку, Хасегава Тохаку, Кано Сансецу тощо. Зображення могли бути як схематизованими, так і складними, реалістичними. Хасегава Тохаку створив монохромну ширму усього з декількома соснами, де тільки чотири ясно видимі. Інші тонули в тумані і їх збляклі тони передані лише відтінками сірого, а частка секцій не записана взагалі. Перспективи європейського зразка нема. Її передавали лише градації фарби від насиченої до ледь помітної. Тло ширми (в залежності від малюнку) могло бути уособленням стіни за стеблами в'юнків, землею, туманом тощо.
Художник Кайхо Юсьо дав піщаний берег і очеретяні хащі поряд з рибальськими тенетами. Сіро — блакитні смуги відобразили заплаву, яку перебили очеретяне листя, що колихнув вітрець. Кольорів мало, переважає охра, збагачена сіро-жовтим, сіро-зеленуватим і сіро-блакитним. Зближені тони оживлені тільки малими смужками білого.
Наслідуючи умовність попередників, Таварая Сьотацу створить ширму лише зі смугами сіро-зеленого на золотавому тлі. Смуги — невисокі пагорти, на тлі ще небагато листя і віршовані рядки — це все. Назва «Стежка під плющем» і вірші зверталися до уяви глядача, що міг додумати усе додатково.

### Шедеври Огата Коріна

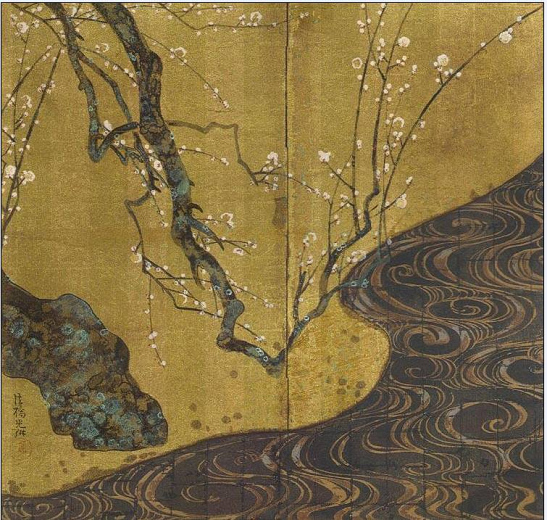
Ліва частина 4-створчатої ширми "Розквітлі біла і червона сливи "

Декоративність ширм з часом збільшувалась. Навіть сама ширма ставала сюжетом зображення на ширмі ж поряд з куточком інтер'єру. А її морський пейзаж частково затуляло кімоно, що кинули на ширму після перевдягання (ширма галереї Фрір, Вашингтон).
Винятковими для свого часу стали ширми художника на ім'я Огата Корин. Умовність зображення він гармонійно поєднав з декоративністю і багатоколірністю, створивши нову мистецьку якість, назва якій — шедеври. Майже кожна з них — довершений твір японського мистецтва («Бамбук і дика слива мейхуа», «Мальви і павичі», «Розквітлі півники», «Розквітлі біла і червона сливи», тощо).

### Ширми в 20 столітті

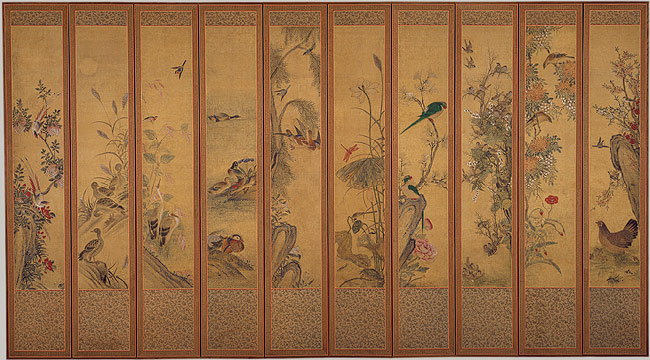

Ширми і створення розпису на них не зникли і в 20 столітті. Є зразки, що наслідують давнім традиціям чи розвивають національні теми — ширма художника Екояма Тайкан (1868—1958) «Червоне листя японської хурми», а є формалістичні і дуже умовно-схематичні, гідні для серійного виробництва.